# KSR-II
El KSR-II es un cohete sonda surcoreano de dos etapas y combustible sólido desarrollado a mediados de los años 1990 a partir del KSR-I. KSR significa Korean Sounding Rocket.
Se trata en realidad de dos KSR-I montados en tándem. Voló dos veces, entre 1997 y 1998. Lanzado por primera vez el 9 de julio de 1997 y por segunda y última vez el 11 de junio de 1998. Ambos lanzamientos tenían como objetivo la medición de la distribución vertical de ozono estratosférico sobre la península coreana mediante un radiómetro ultravioleta.

## Especificaciones
- Carga útil: 150 kg.
- Apogeo: 160 km.
- Empuje en despegue: 86 kN.
- Masa total: 2000 kg.
- Diámetro: 0,42 m.
- Longitud total: 11,04 m.